# 沈桂贤
沈桂贤（1965年8月18日－）是一名马来西亚政治人物和心脏科医生。自2022年1月起，他担任砂拉越副总理以及砂拉越公共卫生、房屋与地方政府部长，并以砂拉越政党联盟（GPS）成员身份在总理阿邦佐哈里领导下任职。他自2016年5月起担任砂拉越州议会石角选区的州议员。
在2011年陈康南卸任后，沈桂贤成为十多年来首位出任砂拉越副总理（该职前称为副首席部长）的华裔人士。 他曾在阿德南沙甸内阁于2016年5月至2017年1月间担任砂拉越地方政府部长，并在阿邦佐哈里的第一届内阁中于2017年1月至2021年12月间出任砂拉越地方政府与房屋部长。他也曾于2014年4月至2017年4月期间担任上议员。
此外，他亦持有砂拉越卫生局以及砂拉越消防与拯救局等数个联邦政府部门的监督职能（watching brief role）。
身为砂拉越人民联合党（SUPP）党员，他自2014年9月起担任该党主席。 他也是GPS的创党副主席之一，SUPP则是该联盟的创始成员党之一。
在承认砂拉越属于马来西亚联邦的同时，沈桂贤亦是砂拉越争取更大自治权和权益（源自《马来西亚协定（MA63）》、政府间委员会（IGC）报告和科布德委员会报告等文件）最为积极且持续发声的政治人物之一。

## 背景
他是已故沈庆鸿之子， 后者于1974年至1991年期间担任砂拉越副首席部长。沈桂贤自幼便耳濡目染父亲的从政经历。他曾在古晋中华第四小学完成小学教育，于圣约瑟中学完成中学教育，随后于澳大利亚维多利亚州的圣毕德学院（St. Bede's College）完成预科。随后，他在蒙纳士大学医学院取得MBBS学位，并在墨尔本的蒙纳士医疗中心完成心脏科专科培训。
在父亲对公共服务的奉献精神影响下，沈桂贤得知砂拉越中央医院（SGH）正筹备成立心脏病学部门后，便在1998年放弃在澳大利亚的从医工作，回国效力。2001年，砂拉越中央医院的心脏病学科正式成立，并逐渐扩展为一座独立的心脏中心（即砂心脏中心，现位于哥打三马拉汉）， 并发展为心胸外科培训中心。 他于1998年以U2级别（相当于现今的U48级别）加入马来西亚卫生部；后陆续晋升至相当于JUSA C（37岁）乃至JUSA A（43岁）级别。2009年交接中心领导工作后，他正式踏足政治舞台，先于2011年砂拉越州选举初试啼声失利，随后在2016年砂选成功当选并开始担任州议员。 此外，沈桂贤在砂-中关系方面也有特殊背景。1974年时，时任马来西亚首相拉萨（Abdul Razak）与其父沈庆鸿（与Tun Jugah一起代表砂拉越随行）等人共同搭建了马中两国外交关系的基础。

## 个人生活
沈桂贤于1991年与副教授 Enn Ong 结婚，育有两名儿子。
他目前仍持有行医执照和专科执照，并经常以高级心脏专科顾问身份回访砂拉越中央医院心脏中心。早年，他曾担任该心脏中心（时称SGH心脏病学部门）的首任负责人（亦为马来西亚卫生部第三个公共心脏中心），随后出任医院临床研究中心（CRC）首任负责人。现任医院CRC顾问、马来西亚国家心脏协会顾问，也担任Clinical Research Malaysia（CRM）董事会成员，兼任马来西亚砂拉越大学（UNIMAS）医学与健康科学学院客座教授。
他亦是多份心血管疾病临床实践指南专家组成员、国际放射防护委员会（ICRP）心脏病学放射防护工作组成员，以及国际原子能机构（IAEA）放射防护专家组成员。
在专业会议与研究方面，他自1996年至2015年间，以教职或演讲者身份参与过超过200场在美国、欧洲及亚太地区的专业会议；发表过逾200篇科研摘要；在《新英格兰医学杂志》等期刊上发表过逾50篇科学论文；并在125项以上的临床试验中担任首席研究员。 2024年，他荣获Clinical Research Malaysia（CRM）“研究领导力奖”。
此外，他曾担任亚洲太平洋心脏病学会（APSC）主席，美国心脏学会（ACC）国际理事（亚洲与太平洋地区）指导委员会成员，世界心脏联盟理事，亚洲心脏影像学会（ASCI）执委会成员，马来西亚国家心脏协会（NHAM）理事兼前主席，以及亚洲太平洋介入心脏病学会（APSIC）前秘书长。他的研究领域涵盖心脏CT、心脏MRI、代谢综合征以及多元民族亚洲社区中的急性冠脉综合征生物标志物研究，并在马来西亚超过100个多中心研究项目中担任主要研究员或核心指导成员。

## 专业资历
- 澳大利亚皇家内科医学院院士（FRACP（英语：Fellow of the Royal Australasian College of Physicians） – 心脏专科）
- 美国心脏学院院士（FACC（英语：American College of Cardiology#Members））
- 美国心血管血管造影与介入学会资深会员（FSCAI）
- 澳大利亚与新西兰心脏协会院士（FCSANZ）
- 欧洲心脏病学会院士（FESC（英语：European Society of Cardiology#Fellowship））
- 亚太介入心脏病学会（APSIC）院士（FAPSIC）
- 东盟心脏学院院士（FAsCC）
- 马来西亚国家心脏协会院士（FNHAM）
- 美国心脏协会院士（FAHA）
- 亚洲太平洋心脏病学会学院院士（FCAPSC）
- 马来西亚医学科学院院士（FAMM（英语：Academy of Medicine of Malaysia#Membership））[29][30]

## 选举成绩
| 年份 | 选区           | 候选人 | 候选人         | 得票  | 得票率 | 对手               | 对手          | 得票   | 得票率 | 总投票数 | 多数票 | 投票率 |
| ---- | -------------- | ------ | -------------- | ----- | ------ | ------------------ | ------------- | ------ | ------ | -------- | ------ | ------ |
| 2011 | N10 朋亭       |        | 沈桂贤（SUPP） | 6,780 | 32.05% |                    | 杨薇讳（DAP） | 14,375 | 67.95% | 21,310   | 7,595  | 72.27% |
| 2016 | N14 Batu Kawah |        | 沈桂贤（SUPP） | 6,414 | 54.12% |                    | 谢王诗（DAP） | 4,329  | 36.53% | 12,042   | 2,085  | 70.87% |
| 2016 | N14 Batu Kawah |        | 沈桂贤（SUPP） | 6,414 | 54.12% | 刘天亮（无党籍）   | 1,109         | 9.35%  |        | 12,042   | 2,085  | 70.87% |
| 2021 | N14 Batu Kawah |        | 沈桂贤（SUPP） | 7,827 | 70.20% |                    | 俞利文（DAP） | 2,434  | 21.83% | 11,150   | 5,393  | 57.28% |
| 2021 | N14 Batu Kawah |        | 沈桂贤（SUPP） | 7,827 | 70.20% | 蔡居勤（PBK）      | 756           | 6.78%  |        | 11,150   | 5,393  | 57.28% |
| 2021 | N14 Batu Kawah |        | 沈桂贤（SUPP） | 7,827 | 70.20% | 方包德（ASPIRASI） | 133           | 1.19%  |        | 11,150   | 5,393  | 57.28% |

| 年份 | 选区                 | 候选人 | 候选人         | 得票   | 得票率 | 对手 | 对手          | 得票   | 得票率 | 总投票数 | 多数票 | 投票率 |
| ---- | -------------------- | ------ | -------------- | ------ | ------ | ---- | ------------- | ------ | ------ | -------- | ------ | ------ |
| 2018 | P196 古晋（Stampin） |        | 沈桂贤（SUPP） | 18,839 | 36.30% |      | 张健仁（DAP） | 33,060 | 63.70% | 52,550   | 14,221 | 79.33% |

## 荣誉
- 马来西亚：
  -  联邦功绩勋章指挥官（英语：Order of Meritorious Service#Commander）（PJN）– 拿督（2014年）[31][32]

- 砂拉越：
  -  砂拉越之星勋章（PNBS）（英语：Most Exalted Order of the Star of Sarawak#Panglima Negara Bintang Sarawak (P.N.B.S.)） – 拿督斯里（2019年）[33]
  -  犀鸟之星拿督阿玛勋章（DA）（英语：Order of the Star of Hornbill Sarawak#Datuk Amar Bintang Kenyalang (D.A.)） – 拿督阿玛（2023年）[34]